# Збірна ОАЕ з хокею із шайбою
Збірна ОАЕ з хокею із шайбою — національна чоловіча збірна команда ОАЕ, яка представляє країну на міжнародних змаганнях з хокею. Функціонування команди забезпечується Хокейною асоціацією ОАЕ, яка є членом ІІХФ.

## Історія
У червні 2008 року, збірна ОАЕ бере участь у Арабському Кубку з хокею у Абу-Дабі, в якому також брали участь національні збірні: Алжиру, Марокко та Кувейту. Збірна ОАЕ фінішувала першою у турнірній таблиці та завоювала золоту медаль, перемігши збірну Кувейту 4:1. ОАЕ здобула золото у Азійському Кубку Виклику з хокею із шайбою 2009 року. 
У 2010 році команда стала першою арабською збірною яка брала участь у чемпіонаті світу з хокею. Збірна зазнала поразки в усіх трьох матчах проти збірних Ірландії, Люксембургу та Греція і зайняли останнє місце в групі. Збірну очолив новий головний тренер з Фінляндії Теему Тарувуорі. У травні брали участь в чемпіонаті Перської Затоки у Кувейті та посіли перше місце здобувши перемоги в усіх матчах.
Пропустивши наступні чемпіонати у 2011 та 2012 роках, повернулись на світовий форум у 2013 році. У Кейптауні (Південно-Африканська Республіка) збірна ОАЕ знову зазнала поразки в усіх п'яти матчах з загальною різницею шайб 10:39.
На чемпіонаті світу 2015 року у Туреччині збірна посіла шосте місце, маючи в активі лише одну перемогу.
Після річної перерви у 2016 році збірна ОАЕ є постійним учасником чемпіонатів світу, виступаючи до 2022 року в третьому дивізіоні, а у 2023 році вперше дебютувала в другому дивізіоні одразу посівши перше місце в Групі В та отримавши підвищення до Групи А.

## Участь в чемпіонатах світу
- 2010 — 4-е місце Дивізіон III, група А
- 2013 — 6-е місце кваліфікація Дивізіон III
- 2014 — 5-е місце Дивізіон III
- 2015 — 6-е місце Дивізіон III
- 2016 — не брали участь
- 2017 — 7-е місце Дивізіон III
- 2018 — 3-є місце Дивізіон III (кваліфікація)
- 2019 — 1 місце Дивізіон III Група B
- 2022 — 1 місце Дивізіон III Група А
- 2023 — 1 місце Дивізіон IIB
- 2024 — 3-є місце Дивізіон IIA
- 2025 — 3-є місце Дивізіон IIA

## Досягнення
- Володар Кубку Виклику (3): 2009, 2012, 2017.